# Récif de Cakaulevu
Le Récif de Cakaulevu (également appelé la Grande Mer de Corail) est un récif de corail situé au large des îles Fidji sur la côte nord de Vanua Levu. C’est l'une des plus longues barrières de corail continu dans le monde, derrière la barrière de Nouvelle-Calédonie, la Grande Barrière de corail en Australie et en Méso-Amérique au large de l’Amérique centrale.
Combiné avec le récif Pascoe, il fait environ 200 kilomètres de longueur. À lui seul, il couvre 202 700 kilomètres carrés.

## Vie marine
La première enquête systématique de la barrière de corail (en 2004) a révélé une population marine diversifiée, y compris dans les écosystèmes de mangroves et de poissons endémiques. Douze espèces menacées vivent dans le récif : dix espèces de poissons, des tortues vertes, et des dauphins à long bec.
Toute cette vie marine a traditionnellement soutenu la population indigène, et actuellement quelque 70 000 personnes dépendent du récif. Après avoir vu les populations de poissons diminuer au cours des dernières décennies, les dirigeants locaux ont créé une série de zones marines protégées en 2005, où la pêche est interdite. Les coutumes traditionnelles utilisées pour gérer le récif depuis des centaines d'années permettent aux dirigeants de mettre de côté des parties de qoliqoli (lieu de pêche traditionnel). Lorsque l'interdiction a été renforcée, les populations de poissons ont augmenté et se sont répandues dans les zones où la pêche est permise.

## Site Ramsar
Le récif de Cakaulevu a été désigné zone humide d'importance internationale en vertu de la Convention de Ramsar le 16 janvier 2018.